# Мужская сборная Малайзии по флорболу
Мужская национальная сборная Малайзии по флорболу — представляет Малайзию на международных соревнованиях по флорболу. Управляющей организацией является Ассоциация флорбола Малайзии (англ. Malaysian Floorball Association).

## Результаты выступлений

### Чемпионаты мира
| Год        | Победы         | Ничьи          | Поражения      | Место          |
| ---------- | -------------- | -------------- | -------------- | -------------- |
| 1996—2000  | не участвовали | не участвовали | не участвовали | не участвовали |
| 2002       | 0              | 0              | 5              | 24             |
| 2004—н. в. | не участвовали | не участвовали | не участвовали | не участвовали |

#### Чемпионаты мира (дивизион C)
| Год       | Победы         | Ничьи          | Поражения      | Место          |
| --------- | -------------- | -------------- | -------------- | -------------- |
| 2004      | 0              | 0              | 3              | 6              |
| 2006-2008 | не участвовали | не участвовали | не участвовали | не участвовали |

### Чемпионаты  Азии и Тихоокеанского региона
| Год       | Победы         | Ничьи          | Поражения      | Место          |
| --------- | -------------- | -------------- | -------------- | -------------- |
| 2004      | 0              | 0              | 4              | 4              |
| 2005      | не участвовали | не участвовали | не участвовали | не участвовали |
| 2006      | 1              | 0              | 5              | 4              |
| 2007      | 1              | 0              | 3              | 8              |
| 2008      | 0              | 0              | 4              | 5              |
| 2009      | 2              | 0              | 3              | 4              |
| 2010      | 0              | 0              | 4              | 5              |
| 2011—2012 | не участвовали | не участвовали | не участвовали | не участвовали |

### Кубок Азии и Океании
| Год  | Победы         | Ничьи          | Поражения      | Место          |
| ---- | -------------- | -------------- | -------------- | -------------- |
| 2017 | не участвовали | не участвовали | не участвовали | не участвовали |
| 2019 | 3              | 0              | 3              | 6              |

### Игры Юго-Восточной Азии
| Год  | Победы | Ничьи | Поражения | Место |
| ---- | ------ | ----- | --------- | ----- |
| 2013 | 1      | 0     | 2         | 2     |
| 2015 | 2      | 0     | 2         | 3     |
| 2019 | .      | .     | .         | 3     |